# لودوفيك هنري
لودوفيك هنري (بالفرنسية: Ludovic Henry)‏ هو فارس سباق فرنسي، ولد في 4 أكتوبر 1968 في Le Mesnil-Saint-Denis ‏ في فرنسا.

## وصلات خارجية
- لودوفيك هنري على موقع الاتحاد الدولي للفروسية (الإنجليزية)
- لودوفيك هنري على موقع FEI (رابط بديل) (الإنجليزية)
- لودوفيك هنري على موقع اللجنة الأولمبية الدولية (الإنجليزية)
- لودوفيك هنري على موقع أوليمبيديا (الإنجليزية)
- لودوفيك هنري على موقع اللجنة الأولمبية الفرنسية (مؤرشف) (الفرنسية)